# Chinese weekschildpad
De Chinese weekschildpad (Pelodiscus parviformis) is een schildpad uit de familie weekschildpadden (Trionychidae). De soort werd voor het eerst wetenschappelijk beschreven door Ye-zhong Tang in 1997.

## Uiterlijke kenmerken
De Chinese weekschildpad heeft een ruw grauwig rugschild. Het buikpantser is licht van kleur. Op de cremekleurige keel en onderkin zitten wat donkere vlekjes. De snuit is enigszins slurfachtig, de zwemvliezen aan de poten zijn goed ontwikkeld. De lengte van het schild of carapax bedraagt 15 tot 30 cm.

## Leefwijze
Zijn voedsel van dit aquatische dier bestaat uit kreeftjes, weekdieren, insecten, vissen en amfibieën, die hij 's nachts bejaagt. Meestal ligt hij stil op de bodem, bedekt met zand of modder. Deze soort urineert via de bek, niet via de cloaca.

## Verspreiding en leefgebied
De schildpad komt voor in China, Zuid-Japan, Taiwan en Hainan. Bepaalde exemplaren geven er de voorkeur aan om in rustig water te verblijven. Anderen geven de voorkeur aan een stromende rivier.